# Арнардо, Арне
Арне Арнардо (норв. Arne Arnardo, настоящее имя Арне Отто Лоранг Андерсен, норв. Arne Otto Lorang Andersen; 12 октября 1912 года, Сарпсборг, Норвегия — 4 мая 1995 года, Осло, Норвегия — норвежский цирковой деятель (артист и владелец цирка Арнардо), снискавший себе неофициальное звание «циркового короля Норвегии».

## Биография
Арнардо родился в небольшом городке Сарпсборг на юге Норвегии, в семье лесоруба Эйнара Андерсена и его жены Элны. С ранних лет он решил стать артистом и, когда ему было шесть, организовал собственный кукольный театр в деревне Алвим (норв. Alvim) у своих дедушки и бабушки. Стоимость билетов составляла один эре за стоячее место и два эре — за сидячее.
Когда в 1926 году в соседнем городе Халдене остановился «Цирк Эмпресс» (норв. Cirkus Empress), Арнардо устроился в него помощником конюха и уехал из дома. Однако подросток мечтал об арене, и уже скоро начал выступать с собственными акробатическими и юмористическими номерами. В 1927 году он решил придумать себе цирковое имя и сначала остановился на «Армидо», однако остался неудовлетворён звучанием этого псевдонима и после некоторых размышлений сменил его на «Арнардо» — более звучное имя, состоявшее к тому же из семи букв (счастливое число), которое и использовал до конца жизни.
Арнардо был одним из лучших фокусников Норвегии, а также выступал в цирке как человек-змея, эквилибрист, чревовещатель, клоун и акробат. Одним из самых впечатляющих его трюков стало балансирование на столе и двух стульях на крыше здания Одд Феллоу (англ. Odd Fellow) в Осло. Балансируя, он к тому же два раза протиснулся через кольцо. Целью перформанса, осуществлённого 29 апреля 1937 года, было привлечь внимание публики к своим выступлениям в театре миниатюр «Скала» (норв. Scala Teater), находившемся на первом этаже того же здания. Перед выступлением Арнардо был вынужден оставить 500 крон залога на случай, если упадёт с крыши и повредит рекламные щиты на здании. Его трюк остаётся уникальным и по сей день, а благодаря тому, что он был целиком заснят для норвежского киножурнала «Фильмависен» (норв. Filmavisen), его можно увидеть и сейчас. 
В 1939 году, после нескольких лет карьеры циркового артиста, Арнардо решил попробовать себя в административной работе и отправился по стране с «Цирком Берни» (норв. Cirkus Berny), в котором стал коммерческим управляющим и заведующим рекламой. Благодаря этой работе он приобрёл навыки управления цирком, общения с артистами и публикой, — знания, которые очень пригодились ему через десять лет, когда он открыл собственный цирк. 
Во время войны Арнардо активно выступал как клоун и акробат, развлекая публику в непростые военные годы. Немецкая оккупационная администрация отказала многим артистам в выдаче разрешений на работу в этой сфере, но Арнардо смог его получить.   
Мечта детства Арнардо об открытии собственного цирка осуществилась после войны. В 1947 году за 15 000 крон он купил подержанный цирковой шатёр, а весной 1949 года в нём прошло первое выступление «Цирка Арнардо». Публике были представлены пятнадцать цирковых номеров; в скольких из них участвовал сам Арнардо, неизвестно. После открытия собственного цирка успех к Арнардо пришёл незамедлительно. Он умело привлекал внимание к выступлениям своей труппы и часто устраивал небольшие перформансы для прессы. «Арнардо изобрёл пиар задолго до того, как был придуман сам этот термин».
Благодаря своей популярности и любви публики Арнардо получил в Норвегии неофициальное звание «короля цирка», а его цилиндр и бакенбарды стали его символами. 

Это был человек во всех отношениях доброжелательный, никогда не упускавший случая сделать что-то хорошее — выступая сам как фокусник и артист, либо со всем своим цирком. Из года в год он развлекал заключённых в тюрьмах, бездомных на барже в Осло, пожарных и полицейских на дежурстве в канун Рождества, а также всех любителей смеха.
Оригинальный текст (норв.)Han var i alle henseende velmenende, og lot nesten aldri en anledning gå fra seg til å gjøre noe godt, enten alene som tryllekunstner og artist eller med hele sirkuset. Han underholdt i årevis både i fengsler, på husbåten for hjemløse i Oslo og for brannfolk og polititjenestemenn på vakt julaften, og ellers i sosial sammenheng for mennesker som likte en god latter.

Статус знаменитости позволил ему сняться в двух художественных фильмах: «Цирк Фанданго» (норв. Fandango Cirkus, 1953) и «Двух мух одним хлопком» (норв. To fluer i ett smekk, 1973). Он также сыграл роль клоуна в спектакле Нового театра Осло (норв. Oslo Nye Teater) «Август, Август» (сезон 1970—71 годов). В 1962 году была издана написанная Арнардо автобиография «Цирковая жизнь» (норв. Sirkusliv).  
Он был пожизненным членом «Кружка фокусников Норвегии» (норв. Den Magiske Circel i Norge, с 1958 года), в 1973 году получил от короля Олафа V золотую Королевскую медаль Заслуг (норв. Kongens fortjenstmedalje i gull), а в 1988 году стал кавалером Ордена Святого Олафа I класса (норв. Riddar av 1. klasse av St. Olavs Orden). 
Арнардо присутствовал на всех выступлениях своего цирка и умер 4 мая 1995 года в Осло во время одного из них, находясь в своём трейлере. Похоронен на кладбище в Лиллесанне.